# Liste der Singles in den Billboard-Charts (1943)
Die Liste der Singles in den Billboard-Charts (1943) ist eine vollständige Liste der Singles, die sich im Kalenderjahr 1943 in den Best-Selling-Retail-Records-Verkaufscharts des US-amerikanischen Billboard-Magazins platzieren konnten.

## Hintergrund
Bei der Aufstellung ist zu beachten, dass sich in den Billboard-Charts A- und B-Seite eines Tonträgers auch einzeln platzieren konnten; in diesem Fall werden sie in dieser Liste entsprechend separat aufgeführt. Die Angaben zur Anzahl der Wochen sowie der Bestplatzierung entsprechen dem Zeitrahmen des jeweiligen Kalenderjahres und bilden somit nur eine Teilstatistik ab. Im Jahr 1943 platzierten sich insgesamt 63 Songs.
„Dies war eine Ära, die mit der Unsicherheit als Folge eines von der amerikanischen Musiker-Gewerkschaft (American Federation of Canada) aufgestellten Verbots von Aufnahmen begann“. Zunächst griff man auf Archivbestände der Plattenlabel zurück. Victor Records legte etwa Boogie Woogie, eine Instrumentalnummer, mit der Tommy Dorsey 1938 in den Charts war, neu auf. Große Popularität bekamen in dieser Situation die Vokalensembles: So erschien etwa 1943 Paper Doll in der Version der Mills Brothers, ein Wiederaufleben eines 1915 von Johnny S. Black verfassten Liedes, ohne dass dafür eine Instrumentierung erforderlich gewesen wäre; das Lied erlangte #2 als populärster Song des Jahres.
Ihr Markenzeichen war das Nachahmen von Instrumenten zum Begleiten ihres Gesangs, zu erleben in dem Film Rhythm Parade (1943). Speziell dafür eingestellte Vokalisten imitierten bei anderen Aufnahmen Instrumente, um die Sänger mit einer Band-ähnlichen Begleitung zu versehen.

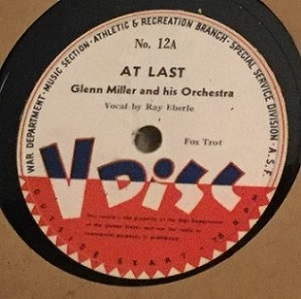
V-Disc aus dem Jahr 1943: Glenn Miller and His Orchestra: At Last

Als der Zweite Weltkrieg sich ausweitete, wurde Petrillo, der Vorsitzende der Musikergewerkschaft, aufgefordert, den Recording ban aufzuheben, um mit neuen Aufnahmen beliebter Bands die Moral der Truppe zu stärken. Petrillo weigerte sich, stimmte aber der Produktion der V-Discs zu. Erst im Herbst 1943 begann die Streikfront zu bröckeln; die Plattenfirmen und mehrere große Radiosender arbeiteten seit geraumer Zeit mit neueren Aufnahmen. Decca war das erste Unternehmen, das den Forderungen der Musikergewerkschaft nachgab und im September 1943 die gewünschte Vereinbarung unterzeichnete. Im September 1943 gelangten sie schließlich zu einer vorläufigen Vereinbarung mit der AFM, einige Monate vor der Öffentlichkeit … Im November hob Petrillo die letzten Reste des Plattenverbots auf, und neue Pressungen kamen auf den Markt. „Die jubelnden Konsumenten strömten in Plattenläden, um die neuesten Alben zu kaufen, und in der normalerweise ruhigeren Welt der amerikanischen Musik wurden die Dinge normal.“
Die nahezu vollständige Vereinigung der Instrumentalmusiker vor dem Streik erzwang Veränderungen in der Musikindustrie. Der Recording ban und seine Schlichtung haben dazu beigetragen, die gesamte Plattenindustrie in ihre moderne Form umzuwandeln; und was vielleicht am wichtigsten war, dass die frühen 1940er Jahre eine Periode des schnellen stilistischen Wandels in Richtung Blues, Gospel und Country-Musik waren. Während der zehn Monate des Verbots neuer Aufnahmen wurden etwa Hillbilly-Songs für die neuen Katalogakquisitionen verstärkt in Betracht gezogen; dabei entdeckte man ein ganzes Reservoir neuer Marktchancen.
Die teilweise Aufhebung des Verbots im Jahr 1943 bot eine nie dagewesene Chance für neue Unternehmen auf hohen Niveau: „Alles, was schwarz und rund ist und Musik macht, wenn es abgespielt wird, findet einen Käufer“, berichtete der Billboard Ende 1943. So gehörte Capitol Records, mitbegründet von dem Sänger und Songwriter Johnny Mercer, zu den aufstrebenden Firmen dieser Zeit und versuchte in der Post-Ban-Ära vehement, bedeutende Künstler aufzunehmen. Für das junge Label Keynote Records nahm die Sängerin Dinah Washington Ende Dezember 1943 ihre ersten Titel auf, „Salty Papa Blues“ und „Evil Gal Blues“.

## Statistik
| Label     | Anzahl Titel | Interpreten |
| --------- | ------------ | --- |
| Bluebird  | 1            | Carl Grayson, Spike Jones, Willie Spicer |
| Brunswick | 1            | Frank Munn, Jacques Renard |
| Capitol   | 3            | Ella Mae Morse, Freddie Slack, Dick Walters, Margaret Whiting |
| Columbia  | 15           | The Bobby Tucker Singers, Xavier Cugat, Helen Forrest, Benny Goodman, Harry James, Kay Kyser, Peggy Lee, Frank Sinatra |
| Decca     | 22           | The Andrews Sisters, Eugenie Baird, The Casa Loma Orchestra, Bing Crosby, Jimmy Dorsey, Trudy Erwin, Judy Garland, Glen Gray, Oscar Hammerstein II, Dick Haymes, Bob Houston, Gene Kelly, Ken Darby Singers, Kitty Kallen Dick Kuhn, Le Brun Sisters, Johnny Long, The Mills Brothers, Richard Rodgers, David Rose, Kenny Sargent, Vic Schoen, The Song Spinners, John Scott Trotter, Helen Young |
| Hit       | 1            | Willie Kelly |
| Okeh      | 1            | Al Dexter |
| Victor    | 19           | Tex Beneke, Tommy Dorsey, Ray Eberle, Duke Ellington, The Four Lee Sisters, Marion Hutton, Gordon Jenkins, Glenn Miller, The Modernaires, Vaughn Monroe, Skip Nelson, The Pied Pipers, Dinah Shore, Frank Sinatra, Rudy Vallée, Paul Wetstein |

## Tabelle
| Interpret                                                                                       | Titel Autor(en) | Charteinstieg | Wochen | HP | Labelnummer       | Bemerkungen |
| ----------------------------------------------------------------------------------------------- | --- | ------------- | ------ | -- | ----------------- | --- |
| Bing Crosby & the Andrews Sisters with Vic Schoen & his Orchestra                               | Pistol Packin’ Mama Al Dexter | 06.11.1943    | 8      | 2  | Decca 23 277      | Im Januar 1944 veröffentlichte Billboard seine erste Chart über Country-Musik. In dieser Liste befand sich Bing Crosbys Aufnahme von „Pistol Packin’ Mama“. Das Lied war ein Remake oder „Cover“ des Al Dexter-Hits, den Crosby mit den Andrew Sisters für Decca Records aufgenommen hatte. |
| Bing Crosby with John Scott Trotter & his Orchestra                                             | I’ll Be Home for Christmas (If Only in My Dreams) Walter Kent, Kim Gannon, Buck Ram                                                                 | 11.12.1943    | 3      | 3  | Decca 18 570      | In der Hauptphase des Zweiten Weltkriegs reflektierte der Songtext die Sehnsüchte der Kriegsteilnehmer und ihrer Angehörigen: I’ll be home for Christmas, You can count on me. |
| Bing Crosby with John Scott Trotter & his Orchestra                                             | Moonlight Becomes You (From Paramount-Picture "Road to Morocco") Jimmy Van Heusen, Johnny Burke                                                     | 16.01.1943    | 11     | 3  | Decca 18 513      | Ein weiterer „Mondschein“-Song, die damals populär waren; Bing Crosby stellte ihn in David Butlers Film Der Weg nach Marokko vor. Neben Crosby war der Song auch in der Version von Glenn Miller in den Charts notiert. |
| Bing Crosby with Ken Darby Singers                                                              | Sunday, Monday or Always (From Paramount-Picture "Dixie") Jimmy Van Heusen, Johnny Burke                                                            | 28.08.1943    | 18     | 1  | Decca 18 561      | Crosbys Aufnahme des Songs mit den Ken Darby Singers war einer der vielen reinen Vokaltitel, die unter den Umständen des Recording ban entstanden sind. Das Lied stammte aus dem Musikfilm Dixie (1943, Regie A. Edward Sutherland), mit Bing Crosby, Dorothy Lamour und Billy De Wolfe in den Hauptrollen. |
| Bing Crosby with Ken Darby Singers & John Scott Trotter & his Orchestra                         | White Christmas (From Paramount-Picture "Holiday Inn") Irving Berlin                                                                                | 26.12.1942    | 4      | 1  | Decca 18 429      | Version des Stückes aus der Paramount-Produktion Musik, Musik |
| Bing Crosby & Trudy Erwin with the Sportsmen Glee Club                                          | Oh! What a Beautiful Mornin’ (From Musical Production "Oklahoma") Richard Rodgers, Oscar Hammerstein II                                             | 13.11.1943    | 7      | 5  | Decca 18 564      | Oh! What a Beautiful Mornin’ war die B-Seite von Bing Crosbys Version des Liebeslieds People Will Say We’re in Love. Die Vokalisten Trudy Erwin und The Sportsmen Glee Club fungierten als Bings Begleitensemble. |
| Bing Crosby & Trudy Erwin with the Sportsmen Glee Club                                          | People Will Say We’re in Love (From Musical Production "Oklahoma") Richard Rodgers, Oscar Hammerstein II                                            | 16.10.1943    | 11     | 2  | Decca 18 564      | People Will Say We’re in Love kam bei Variety auf Position 10 als größter Hit des Jahres 1943. Die Sängerin Trudy Erwin und der Sportsmen Glee Club übernahmen den Begleitpart. |
| Xavier Cugat & his Waldorf-Astoria Orchestra                                                    | Brazil (Aquarela do Brasil) Bob Russell, Ary Barroso                                                                                                | 30.01.1943    | 19     | 2  | Columbia 36 651   | Der Titel Aquarela do Brasil, für Araci Cortes 1939 geschrieben, war in den USA in den Versionen von Xavier Cugat, Morton Gould, Ray Conniff, Tommy & Jimmy Dorsey, Bing Crosby und Frank Sinatra populär. |
| Al Dexter & his Troopers with String Band                                                       | Pistol Packin’ Mama Al Dexter | 28.08.1943    | 16     | 1  | Okeh 6708         | Pistol Packin’ Mama war ein Hit für Al Dexter & his Troopers, mit dem 1943 auch Bing Crosby und die Andrews Sisters – allerdings mit entschärftem Text – erfolgreich waren. |
| Jimmy Dorsey & his Orchestra, Vocal Chorus By Kitty Kallen                                      | They’re Either Too Young or Too Old (From Warner Bros.-Picture "Thank Your Lucky Stars") Arthur Schwartz, Frank Loesser                             | 04.12.1943    | 4      | 7  | Decca 18 571      | Version des Stückes aus der Warner Bros.-Produktion Thank Your Lucky Stars, in dem ihn Bette Davis vorstellte. Tony Pastor nahm den Song 1943 für eine V-Disc auf; der Song war in dieser Zeit auch im Repertoire der Bands von Les Brown, Bob Crosby, Jan Garber und Jimmy Dorsey. |
| Tommy Dorsey & his Orchestra                                                                    | Boogie Woogie Pinetop Smith | 23.10.1943    | 4      | 7  | Victor 26 054     | Durch die Neuauflage von Dorseys Millionenhit von 1938 (#3) kam Boogie Woogie zum zweiten Mal in die Charts; den Boogie Woogie Klassiker hatte Dean Kinkaide für Orchester arrangiert und „trifft genau den leichten Swing, der Pinetops Spiel auszeichnet – und der manchem seiner schwerfälligen Nachfolger abging.“ |
| Tommy Dorsey & his Orchestra, Vocal Refrain by Frank Sinatra                                    | In the Blue of Evening Tom Adair, Alfonso D’Artega                                                                                                  | 10.07.1943    | 17     | 1  | Victor 20-1530    | B-Seite von It’s Always You. Komponist Alfonso D’Artega machte mit seiner Tanzband In the Blue of Evening bekannt. Auch Peggy Mann, Vaughn Monroe und Skip Nelson coverten 1943 diesen Song, doch nur Dorsey & Sinatra kamen mit ihm in die Charts. |
| Tommy Dorsey & his Orchestra, Vocal Refrain by Frank Sinatra                                    | It’s Always You Johnny Burke, Jimmy Van Heusen | 17.07.1943    | 7      | 6  | Victor 20-1530    | Bing Crosby stellte It’s Always You in dem Filmmusical Road to Zansibar (1941, Regie Victor Schertzinger) vor; die Wiederveröffentlichung des Titels brachte ihm die einzige Chartnotierung, den 1941 nur noch Benny Goodman & Helen Forrest sowie Glenn Miller & Ray Eberle aufgenommen hatten. |
| Tommy Dorsey & his Orchestra, Vocal Refrain by Frank Sinatra & the Pied Pipers                  | It Started All Over Again Bill Carey, Carl Fischer                                                                                                  | 13.02.1943    | 13     | 4  | Victor 20-1522    | It Started All Over Again war „die Geburtsstunde eines Evergreens mit der zweitletzten Aufnahme-Session Sinatras mit Dorsey.“ Das Lied war nur in dieser Version in den Charts; in späteren Jahren wurde er auch von Patti Page und Jo Stafford gecovert. |
| Tommy Dorsey & his Orchestra, Vocal Refrain by Frank Sinatra & the Pied Pipers                  | There Are Such Things Stanley Adams, Abel Baer, George W. Meyer                                                                                     | 26.12.1942    | 18     | 1  | Victor 27 974     | There Are Such Things war der letzte Titel des Songwriter-Teams Stanley Adams, Abel Bear und George W. Meyer – und gleichzeitig ihr erfolgreichster. Der Song gelangte nur in dieser Aufnahme in die US-Charts. Auch Joe Marsala und Billy Eckstine haben 1942 den Titel gespielt. |
| Duke Ellington & his Famous Orchestra                                                           | Don’t Get Around Much Anymore (Never No Lament) Bob Russell, Duke Ellington                                                                         | 03.07.1943    | 2      | 8  | Victor 26 610     | Zwei unterschiedliche Versionen von Don’t Get Around Much Anymore, zum einen von den Ink Spots und zum anderen von Ellington mit seinem Orchester, erreichten jeweils Platz 1 der Rhythm-and-Blues-Charts im Jahr 1943. Auch Glen Grays Casa Loma Orchestra erreichte im selben Jahr mit einer Aufnahme die Charts, gesungen von Kenny Sargent. |
| Judy Garland & Gene Kelly with David Rose & his Orchestra                                       | For Me and My Gal (From MGM-Picture "For Me and My Gal") George W. Meyer, Edgar Leslie, E. Ray Goetz                                                | 30.01.1943    | 10     | 3  | Decca 18 480      | Aus der MGM-Produktion For Me and My Gal, in dem ihn Garland (an Gene Kelly) gerichtet sang. Die Garland/Kelly-Aufnahme wurde 2010 in die Grammy Hall of Fame aufgenommen. |
| Benny Goodman & His Orchestra, Vocal Chorus by Helen Forrest                                    | Taking a Chance on Love (From "Cabin in the Sky") John Latouche, Vernon Duke                                                                        | 08.05.1943    | 11     | 1  | Columbia 35 869   | Version des Stückes aus dem Broadway-Musical Cabin in the Sky. In der Filmversion (1943) des Musicals wurde der Song von Ethel Waters und Eddie „Rochester“ Anderson gesungen. |
| Benny Goodman & his Orchestra, Vocal Chorus by Peggy Lee                                        | Why Don’t You Do Right Joe McCoy | 09.01.1943    | 12     | 4  | Columbia 36 652   | Lil Green nahm den Song 1941 als erste auf; Peggy Lee und Benny Goodman stellten ihn in dem Filmmusical Stage Door Canteen vor – ein Song, der von da an eng mit der Sängerin verbunden blieb. Das Aufnahmeverbot verhinderte weitere Versionen; der Song war jedoch in dieser Zeit im Repertoire von Bobby Sherwood, Bunny Banks und Benny Carter. |
| Glen Gray & the Casa Loma Orchestra, Vocal Chorus by Eugenie Baird                              | My Heart Tells Me (Should I Believe My Heart?) (From 20th Century-Fox Picture "Sweet Rosie O’Grady") Harry Warren, Mack Gordon                      | 27.11.1943    | 5      | 4  | Decca 18 567      | Version des Stückes aus der 20th Century-Fox-Produktion Sweet Rosie O’Grady (1943, Regie Irving Cummings), in dem ihn Betty Grable vorstellte. My Heart Tells Me wurde 1943 auch von Harry James, Charlie Parker, Hal McIntyre und in London von Stéphane Grappelli gespielt. |
| Glen Gray & the Casa Loma Orchestra, Vocal Chorus by Kenny Sargent & the Le Brun Sisters        | Don’t Get Around Much Anymore Duke Ellington, Bob Russell                                                                                           | 08.05.1943    | 8      | 7  | Decca 18 479      | Auch Glen Gray konnte noch kurz vor der Zwangspause Ende Juli 1942 mehrere Titel einspielen, darunter Don’t Get Around Much Anymore mit dem er noch vor dem Duke Ellington Orchestra in die Charts kam. Der Text von Bob Russell drückte die Stimmung der Kriegszeit aus. |
| Dick Haymes & the Song Spinners                                                                 | In My Arms Ted Grouya, Frank Loesser | 31.07.1943    | 7      | 7  | Decca 18 557      | Vorgestellt wurde der Song in der Treasury Star Parade; Haymes wurde vom David Broekman Orchestra begleitet. In My Arms war 1943 auch im Repertoire der Orchester von Kay Kyer, Glenn Miller und Benny Goodman. |
| Dick Haymes & the Song Spinners                                                                 | It Can’t Be Wrong (From Warner Bros.-Picture "Now Voyager") Max Steiner, Kim Gannon                                                                 | 03.07.1943    | 11     | 2  | Decca 18 557      | B-Seite zu In My Arms, Version des Stückes aus der Warner Bros.-Produktion Reise aus der Vergangenheit. It Can’t Be Wrong war einer der zahlreichen Vokalnummern dieses Jahres; streikbedingt wurde der Sänger von dem Vokalensemble The Song Spinners begleitet. |
| Dick Haymes & the Song Spinners                                                                 | Put Your Arms Around Me, Honey (I Never Knew a Girl Like You) (Featured in 20th Century-Fox-Picture "Coney Island") Albert Von Tilzer, Junie McCree | 30.10.1943    | 6      | 5  | Decca 18 565      | Version des Stückes aus der 20th Century-Fox-Produktion Coney Island. Harry von Tilzers Song (aus dem Musical Madame Sherry). „Der Chor schließt mit einer starken Bewunderung: ‚Ich kannte kein Mädchen wie dich‘, das ist auch der Untertitel. Dick Kuhn hat das Lied in den Jahren 42-43 wiederbelebt, und Dick Haymes hatte eine beliebte Version des Liedes auf dem Markt.“ Put Your Arms Around Me, Honey wurde ’43 auch von Glenn Miller, Charlie Spivak und Tiny Hill gespielt.                         |
| Dick Haymes & the Song Spinners                                                                 | You’ll Never Know (From 20th Century-Fox-Picture "Hello, Frisco, Hello") Harry Warren, Mack Gordon                                                  | 10.07.1943    | 16     | 1  | Decca 18 556      | Version des Stückes aus der 20th Century-Fox-Produktion Hello, Frisco, Hello. |
| The Ink Spots with Instrumental Accompaniment                                                   | Don’t Get Around Much Anymore Duke Ellington, Bob Russell                                                                                           | 20.02.1943    | 16     | 2  | Decca 18 503      | Den Ellington-Song hatten neben den Ink Spots 1943 auch Bob Crosby, Cab Calloway, Lucky Millinder, Red Allen, Jimmy Dorsey, Glenn Miller, Woody Herman, Count Basie und Fats Waller im Repertoire. |
| Harry James & his Orchestra                                                                     | Velvet Moon Josef Myrow, Eddie DeLange | 17.04.1943    | 13     | 2  | Columbia 36 672   | Velvet Moon wurde noch kurz vor dem Recording ban eingespielt. Auch das Chico Marx Orchestra (u. a. mit Marty Marsala, Marty Napoleon, Barney Kessel, Mel Tormé und Skip Nelson) spielte ihn. |
| Harry James & his Orchestra, Vocal Chorus by Frank Sinatra                                      | All or Nothing at All Jack Lawrence, Arthur Altman                                                                                                  | 19.06.1943    | 18     | 2  | Columbia 35 587   | Nach Frank Sinatras erstem großen Hit, All or Nothing at All, verfolgten der Sänger und sein bisheriger Bandleader dann getrennte Karrieren im Hall of Fame-Kaliber. |
| Harry James & his Orchestra, Vocal Chorus by Helen Forrest                                      | I Had the Craziest Dream (From "Springtime in the Rockies") Mack Gordon, Harry Warren                                                               | 26.12.1942    | 15     | 1  | Columbia 36 659   | Aus der 20th Century Fox-Produktion Springtime in the Rockies. Im Sommer 1942, kurz vor dem Recording ban, nahmen James und Forrest die Ballade für Irving Cummings’ Filmmusical Frühlingserwachen auf. Der Song wurde 1943 auch von Gene Krupa & Ray Eberle, Tmmy Dorsey und Herman Chittison gespielt. |
| Harry James & his Orchestra, Vocal Chorus by Helen Forrest                                      | I Heard You Cried Last Night (From "Cinderella Swings It") Jerry Kruger, Ted Grouya                                                                 | 31.07.1943    | 18     | 4  | Columbia 36 677   | Version des Stückes aus der RKO-Produktion Cinderella Swings It (1943, Regie Christy Cabanne). Der Titel wurde 1943 auch von Jimmy Dorsey, Les Brown, Bob Crosby, Glenn Miller, Benny Carter, Sonny Dunham, Gene Krupa und Alvino Rey gespielt. |
| Harry James & his Orchestra, Vocal Chorus by Helen Forrest                                      | I’ve Heard That Song Before (From "Youth On Parade") Jule Styne, Sammy Cahn                                                                         | 30.01.1943    | 20     | 1  | Columbia 36 677   | Version des Stückes aus der Republic-Produktion Youth on Parade. Der Erfolgstitel wurde 1943 auch von Kay Kyser, Tommy Dorsey, Benny Carter, Bob Chester, Freddy Slack, in England von The Squadronaires gespielt. |
| Harry James & his Orchestra, Vocal Chorus by Helen Forrest                                      | Mister Five by Five (From "Behind the Eight Ball") Don Raye, Gene De Paul                                                                           | 26.12.1942    | 5      | 5  | Columbia 36 650   | Version des Stückes aus der Universal-Produktion Behind the Eight Ball. Auch Freddy Slack war 1942 mit dem Song in den Charts erfolgreich. |
| Spike Jones & his City Slickers, Vocal Refrain by Carl Grayson, Willie Spicer at the Birdaphone | Der Fuehrer’s Face (From the Walt Disney-Film "Der Fuehrer’s Face") Oliver Wallace                                                                  | 26.12.1942    | 2      | 9  | Bluebird B-11 586 | „Ven Der Fuehrer says, "Ve iss der Master Race," VeHeill phbbt! Heil! phbbt! Right in Der Fuehrer’s Face. Not to luff Der Fuehrer iss a great disgrace, So ve Heil! phbbt! Heil! phbbt! Right in Der Fuehrer’s Face.“ |
| Willie Kelly & his Orchestra                                                                    | You’ll Never Know (From 20th Century-Fox-Film "Hello, Frisco, Hello") Mack Gordon, Harry Warren                                                     | 12.06.1943    | 4      | 6  | Hit 7046          | Ein Song aus dem Musikfilm Hello Frisco, Hello (1943, Regie H. Bruce Humberstone), mit Alice Faye, John Payne und Jack Oakie in den Hauptrollen. Der Musiker und Produzent (Crown Records) Eli Oberstein alias Wiilie Kelly veröffentlichte auch unter dem Pseudonym Johnny Jones. |
| Dick Kuhn & his Orchestra                                                                       | Put Your Arms Around Me, Honey (I Never Knew a Girl Like You) Albert Von Tilzer, Junie McCree                                                       | 23.10.1943    | 3      | 8  | Decca 4337        | Eine weitere Version des Lieds von Albert Von Tilzer, mit dem Dick Haymes in diesem Jahr in den US-Charts erfolgreich war. |
| Kay Kyser & his Orchestra, Vocal Chorus by Glee Club                                            | Praise the Lord and Pass the Ammunition! Frank Loesser                                                                                              | 26.12.1942    | 3      | 3  | Columbia 36 640   | „Wie der Mythos sagt, hatte Frank Loesser die Worte für dieses Liedchen gefunden, als er den Satz von Soldaten hörte und Pearl Harbor von den Japanern angegriffen wurde.“ |
| Kay Kyser & his Orchestra, Vocal Chorus by Harry, Julie, Trudy, Jack & Max                      | Let’s Get Lost (From "Happy Go Lucky") Frank Loesser, Jimmy McHugh                                                                                  | 26.06.1943    | 5      | 4  | Columbia 36 673   | Version des Stückes aus der Paramount-Produktion Happy Go Lucky, (1943, Regie Curtis Bernhardt), mit Mary Martin, Dick Powell und Betty Hutton in den Hauptrollen. Auch Vaughn Monroe und Jimmy Dorsey waren mit dem Song erfolgreich. |
| Johnny Long & his Orchestra, Vocal Chorus by Bob Houston & Helen Young                          | (As Long as You’re Not in Love with Anyone Else) Why Don’t You Fall in Love with Me? Mabel Wayne, Al Lewis                                          | 23.01.1943    | 1      | 10 | Decca 4375        | Auch Connee Boswell, Dick Jurgens (Gesang Harry Cool), Hal McIntyre, Teddy Powell, Dinah Shore, in Europa Dick Willebrandts nahmen den Song in dieser Zeit auf. |
| Glenn Miller & his Orchestra, Vocal Refrain by Marion Hutton, Tex Beneke & the Modernaires      | Juke Box Saturday Night (From the Musical Production "Stars On Ice") Albert Stillman, Paul McGrane                                                  | 26.12.1942    | 6      | 7  | Victor 20-1509    | Juke Box Saturday Night wurde für eine von Sonja Henie produzierte Eisrevue geschrieben. Al Stimman und Paul McCrane „verstanden es meisterhaft, auf Bestellung Songs für die Bühnenshows der Radio City Music Hall zu schreiben.“ Die Choreographin wollte, dass die Eisläufer in einer Nummer auf Schlittschuhen in einer Jukebox tanzen; dieser Einfall erlaubte es, Stars der Musikbranche darzustellen und auch ein wenig zu parodieren. Hier hatte Miller-Trompeter Johnny Best den Part von Harry James. |
| Glenn Miller & his Orchestra, Vocal Refrain by Ray Eberle                                       | Blue Rain Johnny Mercer, Jimmy Van Heusen | 06.11.1943    | 2      | 10 | Victor 20-1536    | In Ermangelung von neuen Aufnahmen gab es 1943 auch Neuauflagen von älteren Glenn-Miller-Titeln; damit kam auch Blue Rain, entstanden im Oktober 1939, zu Chart-Ehren. |
| Glenn Miller & his Orchestra, Vocal Refrain by Ray Eberle & the Modernaires                     | Serenade in Blue (From the 20th Century-Fox-Film "Orchestra Wives") Mack Gordon, Harry Warren                                                       | 26.12.1942    | 1      | 8  | Victor 27 935     | Serenade in Blue war ein weiterer Hit aus dem Filmmusical Orchestra Wives (1942, Regie Archie Mayo), mit George Montgomery und Ann Rutherford in den Hauptrollen. Miller, Ray Eberle und The Modernaires stellten den Song in dem Film vor. Auch Benny Goodman kam mit dem Song im Oktober 1942 in die Charts. |
| Glenn Miller & his Orchestra, Vocal Refrain by Skip Nelson                                      | Dearly Beloved (From the Columbia-Film "You Were Never Lovelier") Johnny Mercer, Jerome Kern                                                        | 02.01.1943    | 3      | 5  | Victor 27 953     | Dearly Beloved war 1942 in zwei Versionen in den Charts, neben Glenn Miller auch von Dinah Shore. Der Song wurde auch von Benny Goodman und Woody Herman eingespielt. |
| Glenn Miller & his Orchestra, Vocal Refrain by Skip Nelson & the Modernaires                    | Moonlight Becomes You (From the Paramount-Film "Road to Morocco") Johnny Burke, Jimmy Van Heusen                                                    | 02.01.1943    | 7      | 5  | Victor 20-1520    | Ein weiterer „Mondschein“-Song des populären Orchesters. Bing Crosby stellte ihn in David Butlers Film Der Weg nach Marokko vor. Neben Miller war Moonlight Becomes You auch in der Version von Bing Crosby in den Charts notiert. |
| Glenn Miller & his Orchestra, Vocal Refrain by Skip Nelson & the Modernaires                    | That Old Black Magic (From the Paramount-Film “Star Spangled Rhythm”) Johnny Mercer, Harold Arlen                                                   | 13.03.1943    | 14     | 1  | Victor 20-1523    | Version des Stückes aus der Paramount-Produktion Star Spangled Rhythm. Nach Freddie Slack war dies die zweite Hit-Platzierung des Musical-Songs; es wurde Glenn Millers 23. Nummer-1-Titel. |
| The Mills Brothers                                                                              | Paper Doll Johnny S. Black | 07.08.1943    | 21     | 1  | Decca 18 318      | Paper Doll war der erfolgreichste Titel, den die Mills Brothers je aufnahmen; er wurde zu ihrer Erkennungsmelodie. |
| Vaughn Monroe & his Orchestra                                                                   | When the Lights Go On Again (All Over the World) Eddie Seiler, Sol Marcus, Bennie Benjamin                                                          | 26.12.1942    | 8      | 2  | Victor 27 945     | „And the boys are home again all over the world / And rain or snow is all that may fall from the skies above / A kiss won’t mean "goodbye" but "Hello to love" / When the lights go on again all over the world“, singt Vaughn Monroe mit seiner Baritonstimme. |
| Vaughn Monroe & his Orchestra, Vocal Refrain by The Four Lee Sisters                            | Let’s Get Lost (From the Paramount-Film "Happy Go Lucky") Frank Loesser, Jimmy McHugh                                                               | 12.06.1943    | 2      | 8  | Victor 20-1524    | Version des Stückes aus der Paramount-Produktion Happy Go Lucky |
| Ella Mae Morse with Dick Walters & his Orchestra                                                | Shoo-Shoo Baby (From the Universal-Picture "Three Cheers For The Boys") Phil Moore                                                                  | 25.12.1942    | 1      | 6  | Capitol 143       | Version des Stückes aus der Universal-Produktion Follow the Boys, in dem er von den Andrew Sisters vorgestellt wurde. Shoo Shoo Baby war einer der beliebtesten Songs der Kriegsjahre in den USA; er wurde auch in zahlreichen Film-Musicals der Zeit eingesetzt, wie Follow the Boys (1944) und South of Dixie (1944, Regie Jean Yarbrough), in dem ihm Morse sang. |
| Jacques Renard & his Orchestra, Vocal Chorus by Frank Munn                                      | As Time Goes By (Featured in Warner Bros.-Picture "Casablanca") Herman Hupfeld                                                                      | 27.03.1943    | 16     | 3  | Brunswick 6205    | Version des Stückes aus der Warner Bros.-Produktion Casablanca. Renards Version war (neben der von Rudy Vallée von 1931, die ebenfalls in die Charts kam) eine der frühesten Aufnahmen des Titels. |
| Richard Rodgers & Oscar Hammerstein II feat. Members pf the Original New York Production        | Oklahoma! - Selections From the Theatre Guild Musical Play -                                                                                        | 18.12.1943    | 1      | 9  | Decca A-359       | Bei Decca erschien ein Album mit sechs 78ern mit Musik der Aufführung Rodgers and Hammerstein’s Oklahoma!, eine Auswahl aus dem Theatergilde-Musikstück von Mitgliedern der Original New Yorker Produktion mit Chor und Orchester unter der Leitung von Jay Blackton. |
| Dinah Shore with Gordon Jenkins & his Orchestra                                                 | "Murder", He Says (From the Paramount-Film "Happy Go Lucky") Frank Loesser, Jimmy McHugh                                                            | 08.05.1943    | 2      | 5  | Victor 20-1525    | Version des Stückes aus der Paramount-Produktion Happy Go Lucky. Der Billboard schrieb 1943: „Dinah Shore singt sanft die urkomische Klage eines Mädchens“ |
| Dinah Shore with Paul Wetstein & his Orchestra                                                  | (As Long as You’re Not in Love with Anyone Else) Why Don’t You Fall in Love with Me Al Lewis, Mabel Wayne                                           | 16.01.1943    | 8      | 3  | Victor 27 970     | B-Seite von Dearly Beloved. Die damalige Anzeige von RCA Victor lautete: „Und darüber hinaus dachten die Jungs so sehr an Dinah, dass sie auch zu einem ‚herausragenden neuen Star im Radio‘ gewählt wurde. Wenn Sie dies nicht tun, hören Sie sich diese brutzelnden Dinah Shore-Platten an: Dearly Beloved und Why Don’t You Fall in Love with Me“. |
| Dinah Shore with Paul Wetstein & his Orchestra                                                  | Dearly Beloved (From the Columbia-Film "You Were Never Lovelier") Johnny Mercer, Jerome Kern                                                        | 26.12.1942    | 1      | 10 | Victor 27 970     | Version des Stückes aus der Columbia-Produktion Du warst nie berückender. |
| Dinah Shore with Paul Wetstein & his Orchestra                                                  | You’d Be So Nice to Come Home To (From The Columbia-Film “Something To Shout About”) Cole Porter                                                    | 13.02.1943    | 12     | 4  | Victor 20-1519    | Version des Stückes aus der Columbia-Produktion Something to Shout About |
| Frank Sinatra, Vocal Chorus by the Bobby Tucker Singers                                         | Close to You Al Hoffman, Jerry Livingston, Carl Lampl                                                                                               | 02.10.1943    | 1      | 10 | Columbia 36 678   | B-Seite von You’ll Never Know |
| Frank Sinatra, Vocal Chorus by the Bobby Tucker Singers                                         | People Will Say We’re in Love (From "Oklahoma") Oscar Hammerstein II, Richard Rodgers                                                               | 09.10.1943    | 9      | 6  | Columbia 36 682   | Sinatra war schon in diesem frühen Stadium seiner Karriere ein Perfektionist in einem Tonstudio. Dies lässt sich vielleicht am besten durch die Tatsache veranschaulichen, dass er drei separate Versionen des Songs eingespielt hat. |
| Frank Sinatra, Vocal Chorus by the Bobby Tucker Singers                                         | Sunday, Monday Or Always (From "Dixie") Johnny Burke, Jimmy Van Heusen                                                                              | 18.09.1943    | 4      | 9  | Columbia 36 679   | Der Song stammte aus dem Bing-Crosby-Film Dixie (1943, Regie A. Edward Sutherland). |
| Frank Sinatra, Vocal Chorus by the Bobby Tucker Singers                                         | You’ll Never Know (From "Hello, Frisco, Hello") Mack Gordon, Harry Warren                                                                           | 31.07.1943    | 13     | 2  | Columbia 36 678   | Version des Stückes aus der 20th Century Fox-Produktion Hello, Frisco, Hello (1943, Regie H. Bruce Humberstone), in dem er von Alice Faye präsentiert wurde. |
| Freddie Slack & his Orchestra, Vocal by Ella Mae Morse                                          | Mr. Five By Five (From Universal-Film "Behind the Eight Ball") Don Raye, Gene DePaul                                                                | 02.01.1943    | 1      | 10 | Capitol 115       | Der Song stammte aus dem Filmmusical Behind the Eight Ball (1942, Regie Edward F. Cline), in dem er von Grace McDonald vorgestellt wurde. 1942 kam neben Freddie Slack auch Harry James mit dem Lied in die Charts. Mr. Five by Five ist der Spitzname für jeden kleinen dicken Mann, der fünf Fuß hoch und ebenfalls fünf Fuß Umfang hat. Im Jazz war es der Spitzname von Jimmy Rushing. |
| Freddie Slack & his Orchestra, Vocal by Margaret Whiting                                        | That Old Black Magic (From Paramount-Film "Star Spangled Rhythm") Johnny Mercer, Harold Arlen                                                       | 20.03.1943    | 1      | 10 | Capitol 126       | Version des Stückes aus der Paramount-Produktion Star Spangled Rhythm. Neben Freddy Slack war auch Glenn Miller mit dem Song 1943 in den Charts. |
| The Song Spinners                                                                               | Comin’ in on a Wing and a Prayer Jimmy McHugh, Harold Adamson                                                                                       | 19.06.1943    | 11     | 1  | Decca 18 553      | Der patriotische Song Comin’ in on a Wing and a Prayer wurde 1943 auch von den Four Vagabonds, Glenn Miller, Bing Crosby und Anne Shelton eingespielt. |
| The Song Spinners                                                                               | Johnny Zero Vee Lawnhurst, Mack David | 10.07.1943    | 4      | 7  | Decca 18 553      | B-Seite von Comin’ in on a Wing and a Prayer. Das Lied über einen Kampfpiloten, der japanische Kampfflugzeuge abschießt, war eine weitere, dem Verbot der Musikergewerkschaft geschuldete A-cappella-Produktion. „Ihm jubeln die Leute zu: Johnny got a Zero / He got another Zero – horray! / Johnny Zero is a hero today!“ |
| Rudy Vallée with Orchestra                                                                      | As Time Goes By (Featured in Warner Bros.-Film "Casablanca") Herman Hupfeld                                                                         | 24.04.1943    | 10     | 2  | Victor 20-1526    | Version des Stückes aus der Warner Bros.-Produktion Casablanca. Rudy Vallees Version von 1931 war einer der frühesten Aufnahmen des Songs, der 1942 durch Casablanca weltberühmt wurde. |